# Micronoemia albosignata
Micronoemia albosignata är en skalbaggsart som beskrevs av Aurivillius 1922. Micronoemia albosignata ingår i släktet Micronoemia och familjen långhorningar.
Artens utbredningsområde är Seychellerna. Inga underarter finns listade i Catalogue of Life.